# سیاه‌منصور سفلی
سیاه‌منصور سفلا، روستایی است از توابع بخش سعدآباد در شهرستان دشتستان استان بوشهر ایران.

## جمعیت
این روستا در دهستان وحدتیه قرار داشته و براساس سرشماری سال ۱۳۸۵ جمعیت آن ۱۱۱نفر (۲۲خانوار) می‌باشد.